# Resolutie 1058 Veiligheidsraad Verenigde Naties
Resolutie 1058 van de Veiligheidsraad van de Verenigde Naties werd met 14 stemmen tegen de onthouding van Rusland op 30 mei 1996 door de VN-Veiligheidsraad aangenomen.

## Achtergrond
In 1980 overleed de Joegoslavische leider Tito, die decennialang de bindende kracht was geweest tussen de zes deelstaten van het land. Na zijn dood kende het nationalisme een sterke opmars, en in 1991 verklaarde onder meer Macedonië zich onafhankelijk. In tegenstelling tot andere delen van Joegoslavië bleef het er vrij rustig, tot 2001, toen Albanese rebellen in het noorden, aan de grens met Kosovo, in opstand kwamen. Daarbij werden langs beide zijden grof geweld gebruikt, en stond het land op de rand van een burgeroorlog. De NAVO en de EU kwamen echter tussen, en dwongen een akkoord af.

## Inhoud

### Waarnemingen
De UNPREDEP-missie speelde een belangrijke rol bij het behoud van de vrede en stabiliteit in Macedonië, en de veiligheidssituatie was er verbeterd. Op 8 april hadden Macedonië en Servië en Montenegro een akkoord getekend, en beiden werden nu opgeroepen hun gezamenlijke grens af te bakenen. Ook waren Macedoniës relaties met Griekenland verbeterd.

### Handelingen
De Veiligheidsraad:
1. Waardeert het rapport van secretaris-generaal Boutros Boutros-Ghali.
2. Besluit het mandaat van UNPREDEP te verlengen tot 30 november.
3. Roept de lidstaten op UNPREDEP verder te steunen.
4. Vraagt de Secretaris-Generaal op de hoogte te worden gehouden over verdere ontwikkelingen, vraagt hem de samenstelling, sterkte en het mandaat van UNPREDEP te herzien en daarover tegen 30 september te rapporteren.
5. Besluit op de hoogte te blijven.

## Verwante resoluties
- Resolutie 1046 Veiligheidsraad Verenigde Naties
- Resolutie 1047 Veiligheidsraad Verenigde Naties
- Resolutie 1066 Veiligheidsraad Verenigde Naties
- Resolutie 1069 Veiligheidsraad Verenigde Naties

Lijst ·  1036 ·  1037 ·  1038 ·  1039 ·  1040 ·  1041 ·  1042 ·  1043 ·  1044 ·  1045 ·  1046 ·  1047 ·  1048 ·  1049 ·  1050 ·  1051 ·  1052 ·  1053 ·  1054 ·  1055 ·  1056 ·  1057 ·  1058 ·  1059 ·  1060 ·  1061 ·  1062 ·  1063 ·  1064 ·  1065 ·  1066 ·  1067 ·  1068 ·  1069 ·  1070 ·  1071 ·  1072 ·  1073 ·  1074 ·  1075 ·  1076 ·  1077 ·  1078 ·  1079 ·  1080 ·  1081 ·  1082 ·  1083 ·  1084 ·  1085 ·  1086 ·  1087 ·  1088 ·  1089 ·  1090 ·  1091 ·  1092